# Ники Фокс
Ники Фокс (енгл. Nikki Fox; Мидлсекс, 3. март 1980) је енглеска емитерка, водитељка и ауторка документарних филмова. Једна је од првих телевизијских водитељки са инвалидитетом на свету.

## Биографија
Рођена је 3. марта 1980. у Мидлсексу са мишићном дистрофијом. Дипломирала је музику на Универзитету Брунел и студирала је теорију, клавир, оперу, композицију, анализу и критику музике 20. века. 
Радила је на Би-Би-Си радију Кембриџшир у Питербороу, представљајући Фоксов водич дешавања и такмичења. Радила је као истраживач, особа са инвалидитетом на Каналу 4 и на Maverick TV и ИТВ-у. Године 2010. је била истраживач и ко-презентер у емисији Гока Вана How to Look Good Naked with a Disability на Каналу 4. Номинована је за најбољи таленат на екрану на додели Cultural Diversity Network Awards 2010. 
Истраживала је и представила документарац Beyond Disability: The Adventures of a Blue Badger за BBC Radio 5 Live, где је открила како је заиста бити инвалид у Великој Британији 2012. Освојила је Сони признање и награде за радио програм и промоцију Њујоршких фестивала 2012.
Јуна 2014. је именована за дописницу вести о особама са инвалидитетом за Би-Би-Си. Године 2015. је освојила радио награду Њујоршког фестивала за радио програм који је представила за BBC Radio 5 Live.
Проглашена је за новинарку године 2016. и додељена јој је Европска награда за разноликост. Исте године се придружила Би-Би-Си Watchdog тиму као презентер и појавила се у епизоди Celebrity Mastermind.
Учествовала је у разним телевизијским и радио емисијама међу којима су Watchdog, The One Show, How to Look Good Naked и Rip-Off Britain. Проглашена је за једну од најутицајнијих особа са инвалидитетом у Великој Британији.